# Фёдоров, Даниил Юрьевич
Даниил Юрьевич Фёдоров (род. 9 марта 1979, СССР, Москва) — российский художник, почетный академик Российской Академии художеств, член Московского Союза художников (МСХ), Союза художников России, Международного художественного фонда, постоянный участник выставок в Москве и за рубежом, кавалер Ордена международного альянса «Миротворец». Продолжил династию известных российских художников Осиповых и Фёдоровых.

## Биография
Родился 9 марта 1979 года в Москве. Его прадед Александр Ефимович Осипов, дед Владислав Георгиевич Фёдоров и бабушка Тамара Александровна Осипова были живописцами. Отец Юрий Борисович Ильин — актёр театра и кино, мать Мария Владиславовна Фёдорова — художник по костюмам, график, искусствовед.
Первые уроки живописи Даниил получил в семье, затем посещал художественную школу им. Валентина Серова. В 1994—1995 годы брал уроки мастерства у Бориса Николаевича Кокуева, профессора Московского государственного академического художественного института им. Сурикова. В 1996 году поступил и в 2001 году окончил графический факультет Московского педагогического государственного университета (МПГУ) с отличием. Учился у профессоров живописи Владимира Александровича Игошева и Евгения Викторовича Шорохова. В 1997 году посещал классы живописи профессора Энтони Дроге в Indiana University South Bend (IUSB), США. В 2004 году Фёдоров вступил в Товарищество живописцев Московского союза художников по рекомендации действительных членов Российской Академии художеств А. И. Рожина и Э. Г. Браговского.
С 2005 года в Москве проходят персональные выставки Даниила Фёдорова (он имеет около 60 личных выставок).
В январе 2009 года Даниил завершил сотрудничество с компанией Nike. Его задача была в написании картины, изображающей олимпийского чемпиона, легкоатлета Стива Оветта (Stiv Ovett).

## Творчество и выставки
Важное влияние на творчество оказали произведения Владислава Фёдорова и Веры Фаворской. В конце 1990-х годов писал натюрморты и пейзажи в традициях московской школы живописи, в середине 2000-х испытал влияние Энди Уорхола, сейчас его творчество отличает полистилизм, характерный для современного искусства.
С 1993 года Даниил принимает участие в выставках, в том числе зарубежных, молодёжных, групповых. На счету художника более 60 персональных выставок.
- 1994 — в галерее «Особый дар» Союз женщин России при участии Московской организации Союза художников и СХ России;
- 1995 — в культурном центре Собора Святой Троицы;
- 1997 — в университете штата Индиана (США);
- 1999 — в российском фонде культуры (Москва);
- 1999 — в доме художника, где проходила 22-я молодёжная выставка;
- 2000 — в доме художника, где проходила 3-я молодёжная выставка;
- 2001 — в доме художника, где проходила Российская молодёжная выставка;
- 2001 — экспозиция выставки Атриум в отеле «Балчуг Кемпински Москва»;
- 1998 — 2000 — в галерее «Русского ренессанса» (США);
- 2002 — «100 лет династии Осиповых-Фёдоровых»;
- 2004 — в групповых выставках династии Осиповых-Фёдоровых.
- 2004 — в Государственной Третьяковской галерее представлен пейзаж «Сырая зима в деревне» на выставке финалистов первого Всесоюзного конкурса молодых художников имени П. М. Третьякова

Творчество Даниила Фёдорова описывалось в популярных и профессиональных изданиях, на телевидении и в кино. Его работы отмечены в «Энциклопедии живописцев. Начало XXI века», в мюнхенской энциклопедии «Всемирный лексикон изобразительного искусства», в книгах «Искусство России −2002, −2004, −2005», в журналах: «Художник», «Третьяковская галерея» и «Наше наследие». В 2004 году Даниил Фёдоров стал стипендиатом Министерства культуры РФ и финалистом первого Всероссийского конкурса молодых художников им. Павла Третьякова в ГТГ.
Даниил Фёдоров также снимался в фильме, где он играл себя, это был фильм «Горячий лёд».

## Творческие планы
В последние годы Даниил работает в основном в жанре портрета. Его кисти принадлежат портреты таких известных личностей, как: Николай Цискаридзе, Андрис Лиепа, Софи Лорен, Орнелла Мути, Деми Мур, Адриан Пол, Pamela Anderson, Мила Йовович, Pussycat Dolls, Shakira, Микки Рурк, Натали Имбрулья, Sophie Ellis-Bextor, Михаил Куснирович, Константин Андрикопулос, Алимжан Тохтахунов, Мария Контэ, Дэниэл Редклифф и многие другие.
За портрет Глушко Федоров награждён почетной юбилейной медалью Российского космического агентстваза художественный вклад в историю предприятия.
Даниил Федоров дважды получил звание Кавалера Ордена международного альянса Миротворец – международной общественной награды, которая вручается за возрождение высших духовных и культурных ценностей, достижение взаимопонимания и мира между народами, в номинации «Талант и призвание».
Произведения Даниила Федорова находятся в Московском Музее Современного Искусства, Российском культурном центре Посольства РФ в Вашингтоне, Тульском музее изобразительных искусств, собрании Московского союза художников, частных коллекциях в России и за рубежом, в том числе коллекциях Михаила Сергеевича Горбачёва, Кирсана Николаевича Илюмжинова, в коллекциях компаний Bosco di Ciliegi и Nike, а также мировых звезд Натальи Орейро, Эммы Шаплин, Пэрис Хилтон, Нелли Фуртадо, Глории Гейнор и других.

## Личная жизнь
Даниил Федоров — яркий представитель столичного бомонда. Харизма и обаяние  привлекают к нему множество людей. В 2012-2013 гг. Даниил всё чаще появляется на светских мероприятиях вместе с российской фотомоделью, победительницей конкурсов красоты «Мисс Москва 2010» и «Краса России 2011» Натальей Переверзевой. В 2013 году в свой день рождения Даниил представил портрет Натальи в составе выставки «Избранное» в клубе SOHO ROOMS.
В 2014 году пара рассталась. В данный момент сердце Даниила свободно.

## Звания
- С 2001 года — член Международного художественного фонда
- С 2004 года — член Московского Союза художников
- С 2011 года — член ВТОО «Союз художников России»
- С 2016 года - почетный академик Российской академии художеств[16]

## Награды
- 2004 — стипендиат Министерства культуры РФ
- 2008  — Медаль Российского космического агентства «за художественный вклад в историю предприятия» (портрет Валентина Глушко)
- 2010  — Два ордена международного альянса «Миротворец» в номинации «Талант и призвание»
- 2011  — Благодарственное письмо министерства культуры РФ (выставка «Москва старая и новая» в Государственном Литературном музее)
- 2012  — Диплом Российской академии художеств
- 2012  — Диплом Московского Союза художников
- 2015 — Серебряная медаль Российской академии художеств